# بیمبی، نیو ساوت ولز
بیمبی (به انگلیسی: Bimbi) یک منطقهٔ مسکونی در استرالیا است که در نیو ساوت ولز واقع شده‌است.